# Girolamo Simoncelli
Girolamo Simoncelli (ur. prawdopodobnie w 1522 w Orvieto – zm. 22 lutego 1605 w Rzymie) – włoski kardynał.
Pochodził z Orvieto. Był synem Antonio Simoncelliego i Cristofory Ciocchi del Monte, bratanicy kardynała Giovanniego Marii Ciocchi del Monte, który w 1550 roku został papieżem Juliuszem III (1550–1555). Jego dokładna data urodzenia nie jest znana; najprawdopodobniej urodził się w roku 1522, ale w literaturze podawane są także inne daty (1524 lub 1536).
22 grudnia 1553 papież Juliusz III, będący jego prawujem, wyniósł go do godności kardynała diakona. W następnym roku, 25 czerwca 1554, został mianowany administratorem apostolskim rodzinnej diecezji Orvieto, a 5 grudnia 1554 otrzymał kościół Santi Cosma e Damiano jako tytularną diakonię kardynalską. Z zarządu diecezją orvietańską zrezygnował 17 kwietnia 1562, ale osiem lat później objął ją ponownie i pozostał jej biskupem aż do śmierci. W ciągu roku 1573 przyjął święcenia kapłańskie (sierpień 1573) i sakrę biskupią (8 listopada 1573) z rąk swego dalekiego krewnego kardynała Fulvio della Corgna. Prawdopodobnie w tym samym czasie został podniesiony do rangi kardynała prezbitera Ss. Cosma e Damiano. 15 stycznia 1588 wymienił swój dotychczasowy kościół tytularny na Santa Prisca, a ten z kolei 30 marca 1598 wymienił na Santa Maria in Trastevere. Od 30 marca 1598 do 21 lutego 1600 sprawował funkcję protoprezbitera Kolegium Kardynalskiego. 21 lutego 1600 został promowany do rangi kardynała biskupa obejmując kolejno diecezje suburbikarne Albano (21 lutego 1600), Frascati (24 kwietnia 1600) i Porto e S. Rufina (16 czerwca 1603), ale nie cieszył się poważaniem ówczesnego papieża Klemensa VIII (1592–1605). Po utworzeniu w 1588 przez papieża Sykstusa V stałych kongregacji kardynalskich Girolamo Simoncelli został skierowany do pracy w Kongregacji ds. Biskupów oraz Kongregacji ds. Dróg, Mostów i Akweduktów. Zmarł jako subdziekan Świętego Kolegium Kardynałów.
Girolamo Simoncelli jest wśród kardynałów rekordzistą, jeśli chodzi o uczestniczenie w konklawe, gdyż jako jedyny kardynał w historii uczestniczył łącznie aż w dziesięciu konklawe (wszystkich, jakie odbyły się za jego kardynalatu): w kwietniu i w maju 1555, w 1559, 1565/66, 1572, 1585, we wrześniu 1590, jesienią 1590, w 1591 i w 1592.
Niektórzy historycy łączą z kardynałem Simoncellim powstanie tzw. przepowiedni św. Malachiasza dotyczących papieży. W czasie jesiennego konklawe w 1590 jego zwolennicy mieli sfałszować te przepowiednie celem zwiększenia jego szans w wyborach. Według treści przepowiedni, następcą Urbana VII miał zostać papież Ex antiquitate urbis, czyli ze starego (antycznego) miasta. Ponieważ Orvieto, czyli miejsce pochodzenia i zarazem diecezja Simoncelliego, zwane było po łacinie Urbs Vetus, czyli również Stare Miasto, przepowiednia ta miała wskazywać właśnie na Simoncelliego. Papieżem został jednak wówczas kard. Sfondrati z Cremony, którzy przyjął imię Grzegorz XIV (1590–1591).